# 静岡県立静岡中央高等学校
静岡県立静岡中央高等学校（しずおかけんりつしずおかちゅうおうこうとうがっこう）は、静岡県静岡市葵区にある単位制による定時制と単位制による通信制を併設する公立高等学校である。
制服や校則がない、全授業科目を自ら選択できる特徴がある（ただし学習指導要領に基づく必履修科目と選択必履修科目は必ず履修しなければならない）。
日本の高等学校では珍しく、一部の科目でセメスター制度（教科の単位認定を半期単位すなわち半年間の学期終了時点で単位認定を行うこと）を採用している。通称は「中央高校」または「中央」。

## 沿革
- 1986年ごろ 静岡県の高等学校改革方針に基づき、設置を決定。
- 1993年 開校（当時の住所表記：静岡市城北240番地の12）。県消防学校（清水区に移転）跡地に現校舎低層棟（3階建て）・体育館が竣工。
- 1994年 現校舎高層棟（5階建て）が竣工。予定の校舎整備が完了し、校舎3棟は一体になる。
- 1999年 校歌制定（作詞・作曲は小椋佳）。
- 2000年 野球部が「全国高等学校定時制通信制軟式野球大会」で優勝。
- 2003年 開校10周年を迎える。
- 2005年 一部科目で半期単位認定制度（セメスター制度）を施行。
- 2008年 三島市の静岡県立三島長陵高等学校内に通信制課程の東部キャンパスを開設。
- 2009年 湖西市の静岡県立新居高等学校内に通信制課程の西部キャンパスを開設。
- 2013年 開校20周年を迎える。
- 2015年 サッカー部が「第25回全国高等学校定時制通信制サッカー大会」で優勝。

## 単位制による定時制課程

### 概要
定時制課程は静岡県では初めて3部制を採用。所属時間帯とそれ以外の時間帯で上限単位が設定されており、全日制と同様に、朝から午後の間に授業を受け続けて3年で卒業することもできる。
また、新卒者以外も積極的に受け入れていて、他の高等学校を中退・転校した者や社会人、定年退職した人も在籍しており、年齢層が多様である。従って、3年未満で卒業する者もいる。また、同級生が同年齢でないことはこの学校では普通である。
同じ年度に入学しても卒業年度は異なることも多く、「○期生」という呼び方は全く行われていない。ただ、当高校では入学年度で呼称する。たとえば1998年度に入学した生徒は、西暦の下二桁を取って「98（きゅうはち）生」といい、2001年度入学生ならば「01（ぜろいち）生」と名乗る。
制服や校則もない。アルバイトや運転免許証取得も一切不問である（ただし自動車やバイクによる通学は敷地内の駐車駐輪スペースが不足しているため、勤労者を除き禁止とされている）。
教員もそれぞれ、出勤･退勤に2時間ずつ時差が設けられている。（各教員の勤務時間は3つの中から1つに決められている）

### 授業
授業は原則として、生徒の任意で受講する授業を選択できる（ただし必履修科目・選択必履修科目は学校が定めた通り履修しなければならない）。履修登録で時間割を作成し、学校に届け出ることで履修できるようになる。また、すべての科目で担当教員名が公表されているため、特定の教員の授業を自由に選んで履修することが可能である。
実際の授業は全て1コマ45分×2コマ連続の90分授業である。通年制の4単位科目と半期制の2単位科目は週2回、通年制の2単位科目は週1回で、半期制の2単位科目は半期終了時点で授業が完結し、単位認定可否が出る。
4単位科目には「順序あり」「順序なし」とある。「順序あり」というのは、前期に2単位取得（最低限履修）できなければ後期にその授業に臨んでも後期の分の2単位を取得することはできない。逆に「順序なし」では、前期で単位取得・履修ができなくても後期にその授業に臨むことができ、後期分の2単位取得も履修も可能である。
これらの半期認定制度（2単位セメスター科目・4単位順序なし科目）は、前期に欠席が多かった生徒が後期から考えを改めて授業に出席できるようにし、単位取得の救済と早期卒業を促すための制度である。

### 年間行事
- 修学旅行は前籍校を含めて16単位以上修得し、前籍校を含めて修学旅行に行ったことがない生徒が参加できる。ただし参加は任意で、参加しなくてもよい。そのため、修学旅行積立金制度はなく、費用は参加年度に支払う。引率教員は数名の教員で構成される修学旅行委員の教員が担当する。（しかし2009年現在では行われていない）
- 体育祭は2001年度までは「スポーツ大会」として行われていたが、2002年度からは実施されていない。
- 文化祭は毎年11月中旬の土曜日に行われ、クラス・部活動・有志での出展がされている。（ただし、すべてのクラス・部活動が出展しているわけではない。）3年に1度、同日夜に同窓会も行われている（全卒業生が対象）。
- 静岡県の公立高校で浜松大平台、三島長陵の両高校の定時制と共に、10月に秋季入学生を受け入れているため、10月上旬にも入学式が行われている。
- 前期卒業者がいる場合、卒業式が9月末にも行われるが、実際、10月入学者は卒業に3年半以上かかるのが一般的なため、9月末の卒業式は、例年卒業生が1人いるかいないかである。

### 学年とクラス
学年も基本的にはない。ただし進路指導の関係上、「1・2年次」（1・2年生相当）「卒業年次」（3年生相当）と便宜的に分けている。クラスはいずれかの年次対象のものからそれぞれ選択可能で、教員が設定した総合的な学習の時間のテーマを公表して生徒を募り、生徒は希望する教員のクラスを選択する。（必履修　総合学習の時間にLHRも行われる）なお、教員・生徒の間では、総合学習・LHRは一括して「ゼミ」と呼ばれている。ただし、クラスメイトが集合するのは、毎週水曜日の総合学習の時間のみである。（朝と帰りのSHRは行わない）よって、普通高校のように毎日クラスメイトと一緒にいるわけではないので、1年間経ってもクラスメイトを覚えられないことも多い。
転編入した1・2年次の生徒のうち、16単位以上取得した生徒は「2年次」、それ以外は「1年次」とされる「3年次」とは、順調に単位を修得すればその年度で卒業することが可能で、1・2年次のゼミを選択することはできない。もちろんこの逆もできない。
当高校では、3年間で卒業しない生徒も多い。特に、夜間のCコースを選択して入学した生徒は4年間で卒業することを前提に計画を立てるのが基本である。また、ゆとりを持って単位取得計画を組む生徒も多い。

### 部活動
定時制課程は部活動・同好会がある。新規に部活動を立ち上げる場合、顧問の教員を探せばまず同好会として立ち上げることが可能。その後一定の成果が見受けられれば部活動として承認される。体育系の部活動は定時制のため、インターハイや甲子園には出場しない。（野球部以外の運動部は、高校総体や全日制の各種大会に出場することは可能。しかし、インターハイ予選に登録すると、その年度の定通制大会への出場資格を失う。全国高等学校定時制通信制体育大会と全国高等学校定時制通信制軟式野球大会に出場する。）なお高体連と高野連には加盟している。2015年にはサッカー部が全国大会優勝。秋の大会でも優勝と２冠を果たしている。選手層も厚く静岡選抜MVP選手の丸山を始め、全国大会MVP選手のキャプテン寺田が活躍した。

### 入学試験
入学試験も他の公立高校と異なり、独自の提出書類があったり、推薦入試が実施されていない、9月に10月入学者の選抜が行われるなどの特徴がある。試験の内容は受験区分によって異なるが、中学校新卒者・20歳未満の過年度卒業者（高等学校で1単位も修得せずに退学した者を含む）で、希望所属時間帯が午前または午後の場合、学力検査（主要5教科　問題は他の公立高校と同じ）、自由表現（教科・特別活動・職業の中で、自分の興味のあることに関する説明・実技などと個人面接）を総合的に加味して選抜する。新卒・中退・時間帯などによる定員区分は基本的に設定されておらず、原則一括募集である（夜間は上限40人）。

### 年間行事
- 4月 前期入学開始、新入生履修登録、前期授業開始
- 5月 生徒総会
- 6月 前期中間テスト
- 7月 前期授業中断（中断前に終業式に代わる生徒集会が入る）、夏休み
- 9月 前期授業再開、前期期末テスト、前期卒業式（卒業者がいない場合は省略）、前期終業式
- 10月 秋休み、修学旅行、後期入学式、後期始業式、後期生履修登録
- 11月 HRデー（遠足や研究活動など、終日総合学習を行う日）、文化祭
- 12月 後期中間テスト、後期授業中断（中断前に終業式に代わる生徒集会が入る）、冬休み
- 1月 後期授業再開、次年度履修登録
- 2月 後期期末テスト、後期授業終了
- 3月 後期卒業式、後期終業式、春休み、離任式

## その他
開校した1993年度から2002年度までの入学者の生徒証はICカード（接触型　磁気ストライプも搭載）で、情報端末で単位修得状況とメッセージの確認ができた。2003年度の入学者からは設備の老朽化や利用率の低さから、ICチップと磁気ストライプは搭載されなくなった。（対応端末も2004年度までにすべて撤去されている。）

## 出身者
- 鈴木真司（元サッカー選手）
- だいちぃ(中野大地)(はじめしゃちょーの畑、YouTuber)

## アクセス
- しずてつジャストライン県立総合病院高松線・唐瀬線 ｢静岡中央高校入口｣停留所から、徒歩5分